# Список птахів Марокко
Це перелік видів птахів, зафіксованих на території Марокко. Авіфауна Марокко налічує загалом 508 видів, з яких 1 був інтродукований людьми.

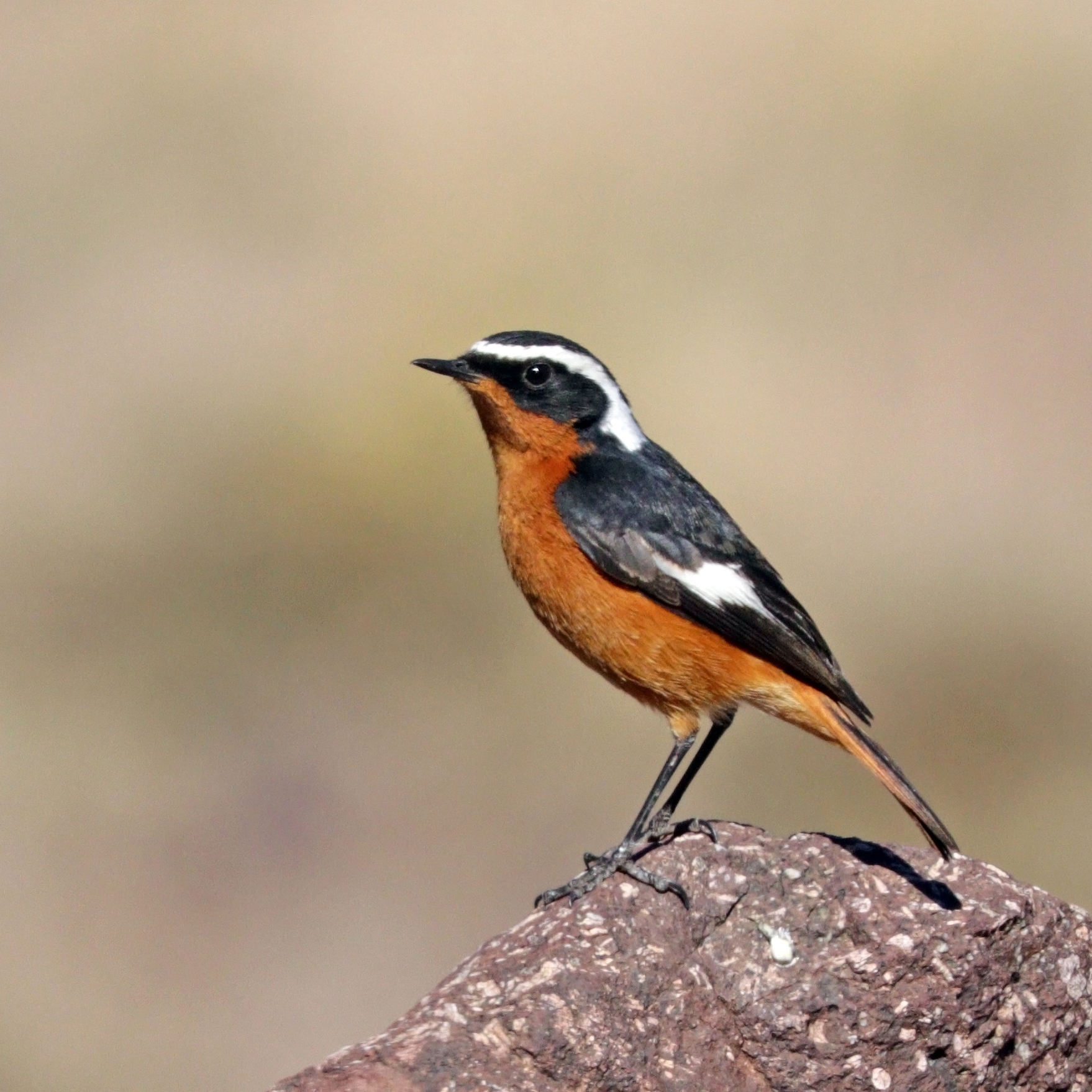
Горихвістка алжирська (Phoenicurus moussieri) є національним птахом Марокко

## Позначки
Наступні теги використані для виділення деяких категорій птахів.
- (А) Випадковий — вид, який рідко або випадково трапляється в Марокко
- (I) Інтродукований — вид, завезений до Марокко як наслідок, прямих чи непрямих дій людських дій
- (Ex) Локально вимерлий — вид, який більше не трапляється в Марокко, хоча його популяції існують в інших місцях

## Страусоподібні(Struthioniformes)
Родина: Страусові (Struthionidae)
- Страус африканський, Struthio camelus (знищений, реінтродукований[2][3])

## Гусеподібні(Anseriformes)
Родина: Качкові (Anatidae)
- Свистач рудий, Dendrocygna bicolor (A)
- Гуска біла, Anser caerulescens (A)
- Гуска сіра, Anser anser
- Гуска білолоба, Anser albifrons (A)
- Гуменник великий, Anser fabalis (A)
- Казарка чорна, Branta bernicla (A)
- Казарка білощока, Branta leucopsis (A)
- Лебідь-шипун, Cygnus olor (A)
- Лебідь-кликун, Cygnus cygnus (A)
- Огар рудий, Tadorna ferruginea
- Галагаз звичайний, Tadorna tadorna
- Шпорокрил, Plectropterus gambensis (A)
- Мандаринка, Aix galericulata (I)
- Чирянка велика, Spatula querquedula
- Чирянка блакитнокрила, Spatula discors (A)
- Чирянка руда, Spatula cyanoptera (A)
- Широконіска капська, Spatula smithii (A)
- Широконіска північна, Spatula clypeata
- Нерозень, Mareca strepera
- Свищ євразійський, Mareca penelope
- Свищ американський, Mareca americana (A)
- Крижень звичайний, Anas platyrhynchos
- Шилохвіст північний, Anas acuta
- Чирянка мала, Anas crecca
- Чирянка вузькодзьоба, Marmaronetta angustirostris
- Чернь червонодзьоба, Netta rufina
- Попелюх звичайний, Aythya ferina
- Чернь канадська, Aythya collaris (A)
- Чернь білоока, Aythya nyroca
- Чернь чубата, Aythya fuligula
- Чернь морська, Aythya marila (A)
- Чернь американська, Aythya affinis (A)
- Пухівка зеленошия, Somateria mollissima (A)
- Турпан білокрилий, Melanitta fusca (A)
- Синьга, Melanitta nigra
- Морянка, Clangula hyemalis (A)
- Гоголь зеленоголовий, Bucephala clangula (A)
- Крех малий, Mergellus albellus (A)
- Крех великий, Mergus merganser (A)
- Крех середній, Mergus serrator
- Савка американська, Oxyura jamaicensis (I)
- Савка білоголова, Oxyura leucocephala

## Куроподібні(Galliformes)
Родина: Цесаркові (Numididae)
- Цесарка рогата, Numida meleagris (Ex)

Родина: Фазанові (Phasianidae)
- Куріпка тундрова, Lagopus muta (A)
- Фазан звичайний, Phasianus colchicus (I)
- Перепілка звичайна, Coturnix coturnix
- Кеклик берберійський, Alectoris barbara
- Турач двошпоровий, Pternistis bicalcaratus

## Фламінгоподібні(Phoenicopteriformes)
Родина: Фламінгові (Phoenicopteridae)
- Фламінго рожевий, Phoenicopterus roseus
- Фламінго малий, Phoenicopterus minor (A)

## Пірникозоподібні(Podicipediformes)
Родина: Пірникозові (Podicipedidae)
- Пірникоза мала, Tachybaptus ruficollis
- Пірникоза червоношия, Podiceps auritus (A)
- Пірникоза велика, Podiceps cristatus
- Пірникоза чорношия, Podiceps nigricollis

## Голубоподібні(Columbiformes)
Родина: Голубові (Columbidae)
- Голуб сизий, Columba livia
- Голуб-синяк, Columba oenas
- Припутень, Columba palumbus
- Горлиця звичайна, Streptopelia turtur
- Горлиця садова, Streptopelia decaocto
- Горлиця мала, Spilopelia senegalensis
- Горлиця капська, Oena capensis (A)

## Рябкоподібні(Pterocliformes)
Родина: Рябкові (Pteroclidae)
- Рябок білочеревий, Pterocles alchata
- Рябок сенегальський, Pterocles senegallus
- Рябок чорночеревий, Pterocles orientalis
- Рябок рудоголовий, Pterocles coronatus
- Рябок абісинський, Pterocles lichtensteinii

## Дрохвоподібні(Otidiformes)
Родина: Дрохвові (Otididae)
- Дрохва євразійська, Otis tarda
- Дрохва аравійська, Ardeotis arabs (Ex?)[4]
- Джек, Chlamydotis undulata
- Хохітва, Tetrax tetrax

## Зозулеподібні(Cuculiformes)
Родина: Зозулеві (Cuculidae)
- Зозуля чубата, Clamator glandarius
- Кукліло північний, Coccyzus americanus (A)
- Зозуля звичайна, Cuculus canorus

## Дрімлюгоподібні(Caprimulgiformes)
Родина: Дрімлюгові (Caprimulgidae)
- Дрімлюга іспанський, Caprimulgus ruficollis
- Дрімлюга звичайний, Caprimulgus europaeus
- Дрімлюга буланий, Caprimulgus aegyptius (A)
- Дрімлюга золотистий, Caprimulgus eximius (A)

## Серпокрильцеподібні(Apodiformes)
Родина: Серпокрильцеві (Apodidae)
- Голкохвіст східний, Chaetura pelagica (A)
- Серпокрилець білочеревий, Apus melba
- Серпокрилець чорний, Apus apus
- Серпокрилець канарський, Apus unicolor
- Серпокрилець блідий, Apus pallidus (A)
- Серпокрилець малий, Apus affinis
- Серпокрилець білогузий, Apus caffer

## Журавлеподібні(Gruiformes)
Родина: Пастушкові (Rallidae)
- Пастушок водяний, Rallus aquaticus
- Деркач лучний, Crex crex
- Деркач африканський, Crex egregia (A)
- Погонич каролінський, Porzana carolina (A)
- Погонич звичайний, Porzana porzana
- Курочка водяна, Gallinula chloropus
- Лиска звичайна, Fulica atra
- Лиска африканська, Fulica cristata
- Султанка африканська, Porphyrio alleni (A)
- Султанка американська, Porphyrio martinica (A)
- Султанка пурпурова, Porphyrio porphyrio
- Погонич малий, Zapornia parva
- Погонич-крихітка, Zapornia pusilla

Родина: Журавлеві (Gruidae)
- Журавель степовий, Anthropoides virgo (Ex)
- Журавель сірий, Grus grus

## Сивкоподібні(Charadriiformes)
Родина: Лежневі (Burhinidae)
- Лежень степовий, Burhinus oedicnemus

Родина: Чоботарові (Recurvirostridae)
- Кулик-довгоніг чорнокрилий, Himantopus himantopus
- Чоботар синьоногий, Recurvirostra avosetta

Родина: Куликосорокові (Haematopodidae)
- Кулик-сорока євразійський, Haematopus ostralegus

Родина: Сивкові (Charadriidae)
- Сивка морська, Pluvialis squatarola
- Сивка звичайна, Pluvialis apricaria
- Сивка американська, Pluvialis dominica (A)
- Сивка бурокрила, Pluvialis fulva (A)
- Чайка чубата, Vanellus vanellus
- Чайка степова, Vanellus gregarius (A)
- Чайка білохвоста, Vanellus leucurus (A)
- Пісочник товстодзьобий, Charadrius leschenaultii (A)
- Пісочник-пастух, Charadrius pecuarius (A)
- Пісочник морський, Charadrius alexandrinus
- Пісочник великий, Charadrius hiaticula
- Пісочник малий, Charadrius dubius
- Хрустан євразійський, Charadrius morinellus

Родина: Мальованцеві (Rostratulidae)
- Мальованець афро-азійський, Rostratula benghalensis (A)

Родина: Баранцеві (Scolopacidae)
- Бартрамія, Bartramia longicauda
- Кульон середній, Numenius phaeopus
- Кульон тонкодзьобий, Numenius tenuirostris (A)
- Кульон великий, Numenius arquata
- Грицик малий, Limosa lapponica
- Грицик великий, Limosa limosa
- Крем'яшник звичайний, Arenaria interpres
- Побережник великий, Calidris tenuirostris (A)
- Побережник ісландський, Calidris canutus
- Брижач, Calidris pugnax
- Побережник болотяний, Calidris falcinellus (A)
- Побережник довгоногий, Calidris himantopus (A)
- Побережник червоногрудий, Calidris ferruginea
- Побережник білохвостий, Calidris temminckii
- Побережник білий, Calidris alba
- Побережник чорногрудий, Calidris alpina
- Побережник морський, Calidris maritima (A)
- Побережник канадський, Calidris bairdii (A)
- Побережник малий, Calidris minuta
- Побережник білогрудий, Calidris fuscicollis (A)
- Жовтоволик, Calidris subruficollis (A)
- Побережник арктичний, Calidris melanotos (A)
- Побережник тундровий, Calidris pusilla (A)
- Неголь довгодзьобий, Limnodromus scolopaceus (A)
- Баранець малий, Lymnocryptes minimus
- Слуква лісова, Scolopax rusticola
- Баранець великий, Gallinago media
- Баранець звичайний, Gallinago gallinago
- Мородунка, Xenus cinereus (A)
- Плавунець довгодзьобий, Phalaropus tricolor (A)
- Плавунець круглодзьобий, Phalaropus lobatus (A)
- Плавунець плоскодзьобий, Phalaropus fulicarius
- Набережник палеарктичний, Actitis hypoleucos
- Набережник плямистий, Actitis macularia (A)
- Коловодник лісовий, Tringa ochropus
- Tringa erythropus
- Коловодник строкатий, Tringa melanoleuca (A)
- Коловодник великий, Tringa nebularia
- Коловодник жовтоногий, Tringa flavipes (A)
- Коловодник ставковий, Tringa stagnatilis
- Коловодник болотяний, Tringa glareola
- Коловодник звичайний, Tringa totanus

Родина: Триперсткові (Turnicidae)
- Триперстка африканська, Turnix sylvaticus

Родина: Дерихвостові (Glareolidae)
- Бігунець пустельний, Cursorius cursor
- Дерихвіст лучний, Glareola pratincola
- Дерихвіст степовий, Glareola nordmanni (A)

Родина: Поморникові (Stercorariidae)
- Поморник великий, Stercorarius skua
- Поморник антарктичний, Stercorarius maccormicki (A)
- Поморник середній, Stercorarius pomarinus
- Поморник короткохвостий, Stercorarius parasiticus
- Поморник довгохвостий, Stercorarius longicaudus (A)

Родина: Алькові (Alcidae)
- Люрик, Alle alle (A)
- Кайра тонкодзьоба, Uria aalge (A)
- Гагарка мала, Alca torda
- Іпатка атлантична, Fratercula arctica

Родина: Мартинові (Laridae)
- Мартин трипалий, Rissa tridactyla
- Мартин вилохвостий, Xema sabini
- Мартин тонкодзьобий, Chroicocephalus genei
- Мартин канадський, Chroicocephalus philadelphia (A)
- Мартин сіроголовий, Chroicocephalus cirrocephalus (A)
- Мартин звичайний, Chroicocephalus ridibundus
- Мартин малий, Hydrocoloeus minutus
- Leucophaeus atricilla (A)
- Мартин ставковий, Leucophaeus pipixcan (A)
- Мартин середземноморський, Ichthyaetus melanocephalus
- Мартин каспійський, Ichthyaetus ichthyaetus (A)
- Мартин сіроногий, Ichthyaetus audouinii
- Мартин сизий, Larus canus
- Мартин делаверський, Larus delawarensis (A)
- Мартин сріблястий, Larus argentatus
- Larus michahellis
- Мартин гренландський, Larus glaucoides (A)
- Мартин чорнокрилий, Larus fuscus
- Мартин берингійський, Larus glaucescens (A)
- Мартин полярний, Larus hyperboreus (A)
- Мартин морський, Larus marinus
- Мартин домініканський, Larus dominicanus (A)
- Крячок бурий, Anous stolidus (A)
- Крячок строкатий, Onychoprion fuscatus (A)
- Крячок бурокрилий, Onychoprion anaethetus
- Крячок малий, Sternula albifrons
- Крячок чорнодзьобий, Gelochelidon nilotica
- Крячок каспійський, Hydroprogne caspia
- Крячок чорний, Chlidonias niger
- Крячок білокрилий, Chlidonias leucopterus
- Крячок білощокий, Chlidonias hybrida
- Крячок рожевий, Sterna dougallii
- Крячок річковий, Sterna hirundo
- Крячок полярний, Sterna paradisaea
- Крячок рябодзьобий, Thalasseus sandvicensis
- Крячок бенгальський, Thalasseus bengalensis
- Крячок африканський, Thalasseus albididorsalis
- Водоріз африканський, Rynchops flavirostris (A)

## Гагароподібні(Gaviiformes)
Родина: Гагарові (Gaviidae)
- Гагара червоношия, Gavia stellata (A)
- Гагара чорношия, Gavia arctica (A)
- Гагара полярна, Gavia immer (A)

## Буревісникоподібні(Procellariiformes)
Родина: Альбатросові (Diomedeidae)
- Альбатрос чорнобровий, Thalassarche melanophris (A)

Родина: Океанникові (Oceanitidae)
- Океанник Вільсона, Oceanites oceanicus
- Океанник білобровий, Pelagodroma marina (A)

Родина: Качуркові (Hydrobatidae)
- Качурка морська, Hydrobates pelagicus
- Качурка північна, Hydrobates leucorhous
- Качурка мадерійська, Oceanodroma castro (A)

Родина: Буревісникові (Procellariidae)
- Буревісник кочівний, Fulmarus glacialis (A)
- Тайфунник мадерійський, Pterodroma madeira (A)
- Тайфунник азорський, Pterodroma feae
- Тайфунник кубинський, Pterodroma hasitata (A)
- Бульверія тонкодзьоба, Bulweria bulwerii (A)
- Calonectris diomedea
- Буревісник кабо-вердійський, Calonectris edwardsii (A)
- Буревісник великий, Ardenna gravis
- Буревісник сивий, Ardenna griseus
- Буревісник малий, Puffinus puffinus
- Буревісник східний, Puffinus yelkouan
- Буревісник балеарський, Puffinus mauretanicus
- Буревісник канарський, Puffinus baroli (A)
- Буревісник каріамуріанський, Puffinus persicus

## Лелекоподібні(Ciconiiformes)
Родина: Лелекові (Ciconiidae)
- Лелека чорний, Ciconia nigra
- Лелека білий, Ciconia ciconia
- Лелека-тантал африканський, Mycteria ibis (A)

## Сулоподібні(Suliformes)
Родина: Фрегатові (Fregatidae)
- Фрегат карибський, Fregata magnificens (A)

Родина: Сулові (Sulidae)
- Сула жовтодзьоба, Sula dactylatra (A)
- Сула білочерева, Sula leucogaster (A)
- Сула атлантична, Morus bassanus

Родина: Змієшийкові (Anhingidae)
- Змієшийка африканська, Anhinga rufa (A)

Родина: Бакланові (Phalacrocoracidae)
- Баклан африканський, Microcarbo africanus (A)
- Баклан великий, Phalacrocorax carbo
- Баклан чубатий, Gulosus aristotelis

## Пеліканоподібні(Pelecaniformes)
Родина: Пеліканові (Pelecanidae)
- Пелікан рожевий, Pelecanus onocrotalus (A)

Родина: Чаплеві (Ardeidae)
- Бугай американський, Botaurus lentiginosus (A)
- Бугай водяний, Botaurus stellaris
- Бугайчик звичайний, Ixobrychus minutus
- Чапля сіра, Ardea cinerea
- Чапля руда, Ardea purpurea
- Чепура велика, Ardea alba
- Чепура мала, Egretta garzetta
- Чапля рифова, Egretta gularis (A)
- Чапля єгипетська, Bubulcus ibis
- Чапля жовта, Ardeola ralloides
- Квак звичайний, Nycticorax nycticorax

Родина: Ібісові (Threskiornithidae)
- Коровайка бура, Plegadis falcinellus
- Ібіс-лисоголов марокканський, Geronticus eremita
- Косар білий, Platalea leucorodia

## Яструбоподібні(Accipitriformes)
Родина: Скопові (Pandionidae)
- Скопа, Pandion haliaetus

Родина: Яструбові (Accipitridae)
- Шуліка чорноплечий, Elanus caeruleus
- Ягнятник, Gypaetus barbatus
- Стерв'ятник, Neophron percnopterus
- Осоїд євразійський, Pernis apivorus
- Гриф чорний, Aegypius monachus (A)
- Гриф африканський, Torgos tracheliotos (A)
- Стерв'ятник бурий, Necrosyrtes monachus (A)
- Gyps africanus (A)
- Сип плямистий, Gyps rueppelli (A)
- Сип білоголовий, Gyps fulvus
- Terathopius ecaudatus (A)
- Змієїд блакитноногий, Circaetus gallicus
- Підорлик малий, Clanga pomarina (A)
- Підорлик великий, Clanga clanga (A)
- Орел-карлик, Hieraaetus pennatus
- Орел рудий, Aquila rapax
- Орел степовий, Aquila nipalensis (A)
- Могильник іспанський, Aquila adalberti (A)
- Беркут, Aquila chrysaetos
- Орел-карлик яструбиний, Aquila fasciata
- Яструб-крикун темний, Melierax metabates
- Лунь очеретяний, Circus aeruginosus
- Лунь польовий, Circus cyaneus
- Лунь степовий, Circus macrourus (A)
- Лунь лучний, Circus pygargus
- Яструб малий, Accipiter nisus
- Яструб великий, Accipiter gentilis
- Шуліка рудий, Milvus milvus
- Шуліка чорний, Milvus migrans
- Орлан-білохвіст, Haliaeetus albicilla (A)
- Канюк звичайний, Buteo buteo
- Канюк степовий, Buteo rufinus

## Совоподібні(Strigiformes)
Родина: Сипухові (Tytonidae)
- Сипуха крапчаста, Tyto alba

Родина: Совові (Strigidae)
- Сплюшка євразійська, Otus scops
- Пугач палеарктичний, Bubo bubo (A)
- Пугач пустельний, Bubo ascalaphus
- Сич хатній, Athene noctua
- Сова мавританська, Strix mauritanica
- Сова вухата, Asio otus
- Сова болотяна, Asio flammeus
- Сова африканська, Asio capensis

## Bucerotiformes
Родина: Одудові (Upupidae)
- Одуд, Upupa epops

## Сиворакшоподібні(Coraciiformes)
Родина: Рибалочкові (Alcedinidae)
- Рибалочка блакитний, Alcedo atthis

Родина: Бджолоїдкові (Meropidae)
- Бджолоїдка білогорла, Merops albicollis (A)
- Бджолоїдка зелена, Merops persicus
- Бджолоїдка звичайна, Merops apiaster

Родина: Сиворакшові (Coraciidae)
- Сиворакша євразійська, Coracias garrulus
- Сиворакша абісинська, Coracias abyssinicus (A)

## Дятлоподібні(Piciformes)
Родина: Дятлові (Picidae)
- Крутиголовка звичайна, Jynx torquilla
- Дятел звичайний, Dendrocopos major
- Жовна атласька, Picus vaillantii

## Соколоподібні(Falconiformes)
Родина: Соколові (Falconidae)
- Боривітер степовий, Falco naumanni
- Боривітер звичайний, Falco tinnunculus
- Кібчик червононогий, Falco vespertinus (A)
- Підсоколик Елеонори, Falco eleonorae
- Підсоколик сірий, Falco concolor (A)
- Підсоколик малий, Falco columbarius
- Підсоколик великий, Falco subbuteo
- Ланер, Falco biarmicus
- Балабан, Falco cherrug (A)
- Сапсан, Falco peregrinus

## Папугоподібні(Psittaciformes)
Родина: Psittaculidae
- Папуга Крамера, Psittacula krameri (A)

Родина: Папугові (Psittacidae)
- Калита сіроволий, Myiopsitta monachus (A)

## Горобцеподібні(Passeriformes)
Родина: Віреонові (Vireonidae)
- Віреон червоноокий, Vireo olivaceus (A)

Родина: Вивільгові (Oriolidae)
- Вивільга звичайна, Oriolus oriolus

Родина: Гладіаторові (Malaconotidae)
- Чагра велика, Tchagra senegala

Родина: Сорокопудові (Laniidae)
- Сорокопуд терновий, Lanius collurio (A)
- Сорокопуд рудохвостий, Lanius isabellinus (A)
- Сорокопуд південний, Lanius meridionalis
- Сорокопуд сірий, Lanius excubitor
- Сорокопуд білолобий, Lanius nubicus (A)
- Сорокопуд червоноголовий, Lanius senator

Родина: Воронові (Corvidae)
- Сойка звичайна, Garrulus glandarius
- Сорока мавританська, Pica mauritanica
- Сорока звичайна, Pica pica
- Клушиця, Pyrrhocorax pyrrhocorax
- Галка альпійська, Pyrrhocorax graculus
- Галка звичайна, Corvus monedula
- Ворона індійська, Corvus splendens (A)
- Ворона чорна, Corvus corone
- Крук строкатий, Corvus albus (A)
- Крук пустельний, Corvus ruficollis
- Крук звичайний, Corvus corax

Родина: Синицеві (Paridae)
- Синиця чорна, Periparus ater
- Синиця чубата, Lophophanes cristatus (A)
- Синиця канарська, Cyanistes teneriffae
- Синиця велика, Parus major

Родина: Ремезові (Remizidae)
- Ремез звичайний, Remiz pendulinus (A)

Родина: Жайворонкові (Alaudidae)
- Пікір великий, Alaemon alaudipes
- Жайворонок товстодзьобий, Ramphocoris clotbey
- Жайворонок вохристий, Ammomanes cinctura
- Жайворонок пустельний, Ammomanes deserti
- Жервінчик білолобий, Eremopterix nigriceps
- Жайворонок рогатий, Eremophila alpestris
- Жайворонок близькосхідний, Eremophila bilopha
- Жайворонок малий, Calandrella brachydactyla
- Жайворонок степовий, Melanocorypha calandra
- Жайворонок-серподзьоб, Chersophilus duponti
- Eremalauda dunni
- Жайворонок сірий, Alaudala rufescens
- Жайворонок лісовий, Lullula arborea
- Жайворонок польовий, Alauda arvensis
- Посмітюха короткопала, Galerida theklae
- Посмітюха звичайна, Galerida cristata
- Посмітюха довгодзьоба, Galerida macrorhyncha

Родина: Panuridae
- Синиця вусата, Panurus biarmicus (A)

Родина: Тамікові (Cisticolidae)
- Принія мала, Spiloptila clamans
- Таміка віялохвоста, Cisticola juncidis

Родина: Очеретянкові (Acrocephalidae)
- Берестянка бліда, Iduna pallida
- Берестянка західна, Iduna opaca
- Берестянка багатоголоса, Hippolais polyglotta
- Берестянка звичайна, Hippolais icterina (A)
- Очеретянка прудка, Acrocephalus paludicola
- Очеретянка тонкодзьоба, Acrocephalus melanopogon
- Очеретянка лучна, Acrocephalus schoenobaenus
- Очеретянка чагарникова, Acrocephalus palustris (A)
- Очеретянка ставкова, Acrocephalus scirpaceus
- Очеретянка африканська, Acrocephalus baeticatus
- Очеретянка велика, Acrocephalus arundinaceus

Родина: Кобилочкові (Locustellidae)
- Кобилочка співоча, Helopsaltes certhiola (A)
- Кобилочка річкова, Locustella fluviatilis (A)
- Кобилочка солов'їна, Locustella luscinioides
- Кобилочка-цвіркун, Locustella naevia

Родина: Ластівкові (Hirundinidae)
- Ластівка мала, Riparia paludicola
- Ластівка берегова, Riparia riparia
- Ластівка скельна, Ptyonoprogne rupestris
- Ластівка афро-азійська, Ptyonoprogne fuligula
- Ластівка сільська, Hirundo rustica
- Ластівка даурська, Cecropis daurica
- Ластівка міська, Delichon urbicum

Родина: Бюльбюлеві (Pycnonotidae)
- Бюльбюль темноголовий, Pycnonotus barbatus

Родина: Вівчарикові (Phylloscopidae)
- Вівчарик жовтобровий, Phylloscopus sibilatrix
- Вівчарик світлочеревий, Phylloscopus bonelli
- Вівчарик лісовий, Phylloscopus inornatus (A)
- Вівчарик алтайський, Phylloscopus humei (A)
- Вівчарик золотомушковий, Phylloscopus proregulus (A)
- Вівчарик бурий, Phylloscopus fuscatus (A)
- Вівчарик весняний, Phylloscopus trochilus
- Вівчарик-ковалик, Phylloscopus collybita
- Вівчарик іберійський, Phylloscopus ibericus

Родина: Вертункові (Scotocercidae)
- Вертунка, Scotocerca inquieta

Родина: Cettiidae
- Очеретянка середземноморська, Cettia cetti

Родина: Ополовникові (Aegithalidae)
- Синиця довгохвоста, Aegithalos caudatus (A)

Родина: Кропив'янкові (Sylviidae)
- Кропив'янка чорноголова, Sylvia atricapilla
- Кропив'янка садова, Sylvia borin
- Кропив'янка прудка, Sylvia curruca
- Кропив'янка співоча, Curruca hortensis
- Кропив'янка африканська, Curruca deserti
- Кропив'янка алжирська, Curruca deserticola
- Кропив'янка середземноморська, Curruca melanocephala
- Кропив'янка південноєвропейська, Curruca subalpina
- Кропив'янка берберійська, Curruca iberiae
- Кропив'янка червоновола, Curruca cantillans (A)
- Кропив'янка сіра, Curruca communis
- Кропив'янка піренейська, Curruca conspicillata
- Кропив'янка сардинська, Curruca sarda (A)
- Кропив'янка прованська, Curruca undata

Родина: Leiothrichidae
- Кратеропа сахарська, Argya fulva

Родина: Золотомушкові (Regulidae)
- Золотомушка жовточуба, Regulus regulus (A)
- Золотомушка червоночуба, Regulus ignicapillus

Родина: Стінолазові (Tichodromidae)
- Стінолаз, Tichodroma muraria (A)

Родина: Повзикові (Sittidae)
- Повзик звичайний, Sitta europaea

Родина: Підкоришникові (Certhiidae)
- Підкоришник короткопалий, Certhia brachydactyla

Родина: Воловоочкові (Troglodytidae)
- Волове очко, Troglodytes troglodytes

Родина: Пронуркові (Cinclidae)
- Пронурок біловолий, Cinclus cinclus

Родина: Шпакові (Sturnidae)
- Шпак звичайний, Sturnus vulgaris
- Sturnus unicolor
- Шпак рожевий, Pastor roseus (A)

Родина: Дроздові (Turdidae)
- Дрізд-омелюх, Turdus viscivorus
- Дрізд співочий, Turdus philomelos
- Дрізд білобровий, Turdus iliacus
- Дрізд чорний, Turdus merula
- Дрізд вузькобровий, Turdus obscurus (A)
- Чикотень, Turdus pilaris (A)
- Дрізд гірський, Turdus torquatus

Родина: Мухоловкові (Muscicapidae)
- Мухоловка сіра, Muscicapa striata
- Соловейко рудохвостий, Cercotrichas galactotes
- Вільшанка, Erithacus rubecula
- Соловейко західний, Luscinia megarhynchos
- Синьошийка, Luscinia svecica
- Мухоловка мала, Ficedula parva (A)
- Мухоловка строката, Ficedula hypoleuca (A)
- Мухоловка атласька, Ficedula speculigera
- Мухоловка білошия, Ficedula albicollis (A)
- Горихвістка алжирська, Phoenicurus moussieri
- Горихвістка звичайна, Phoenicurus phoenicurus
- Горихвістка чорна, Phoenicurus ochruros
- Скеляр строкатий, Monticola saxatilis
- Скеляр синій, Monticola solitarius
- Трав'янка лучна, Saxicola rubetra
- Трав'янка європейська, Saxicola rubicola
- Кам'янка звичайна, Oenanthe oenanthe
- Кам'янка африканська, Oenanthe seebohmi
- Кам'янка попеляста, Oenanthe isabellina
- Кам'янка пустельна, Oenanthe deserti
- Oenanthe hispanica
- Кам'янка строката, Oenanthe melanoleuca (A)
- Кам'янка рудогуза, Oenanthe moesta
- Кам'янка білогуза, Oenanthe leucura
- Oenanthe leucopyga
- Oenanthe halophila

Родина: Астрильдові (Estrildidae)
- Амарант червонодзьобий, Lagonosticta senegala (A)

Родина: Тинівкові (Prunellidae)
- Тинівка альпійська, Prunella collaris
- Тинівка лісова, Prunella modularis

Родина: Горобцеві (Passeridae)
- Горобець хатній, Passer domesticus
- Горобець чорногрудий, Passer hispaniolensis
- Горобець пустельний, Passer simplex
- Горобець польовий, Passer montanus
- Горобець жовтий, Passer luteus (A)
- Горобець скельний, Petronia petronia

Родина: Плискові (Motacillidae)
- Плиска гірська, Motacilla cinerea
- Плиска жовта, Motacilla flava
- Плиска жовтоголова, Motacilla citreola (A)
- Плиска біла, Motacilla alba
- Щеврик азійський, Anthus richardi
- Щеврик польовий, Anthus campestris
- Щеврик лучний, Anthus pratensis
- Щеврик лісовий, Anthus trivialis
- Щеврик оливковий, Anthus hodgsoni (A)
- Щеврик червоногрудий, Anthus cervinus
- Щеврик гірський, Anthus spinoletta
- Щеврик острівний, Anthus petrosus (A)

Родина: В'юркові (Fringillidae)
- Зяблик звичайний, Fringilla coelebs
- В'юрок, Fringilla montifringilla
- Костогриз звичайний, Coccothraustes coccothraustes
- Чечевиця євразійська, Carpodacus erythrinus (A)
- Снігур звичайний, Pyrrhula pyrrhula (A)
- Чечевичник африканський, Rhodopechys alienus
- Bucanetes githaginea
- Зеленяк звичайний, Chloris chloris
- Коноплянка, Linaria cannabina
- Чечітка звичайна, Acanthis flammea (A)
- Чечітка мала, Acanthis cabaret (A)
- Шишкар ялиновий, Loxia curvirostra
- Щиглик звичайний, Carduelis carduelis
- Чиж цитриновий, Carduelis citrinella (A)
- Щедрик європейський, Serinus serinus
- Чиж лісовий, Spinus spinus

Родина: Calcariidae
- Пуночка снігова, Plectrophenax nivalis (A)

Родина: Вівсянкові (Emberizidae)
- Вівсянка чорноголова, Emberiza melanocephala (A)
- Просянка, Emberiza calandra
- Вівсянка гірська, Emberiza cia
- Вівсянка городня, Emberiza cirlus
- Вівсянка звичайна, Emberiza citrinella (A)
- Вівсянка садова, Emberiza hortulana
- Вівсянка сахарська, Emberiza sahari
- Вівсянка очеретяна, Emberiza schoeniclus
- Вівсянка-крихітка, Emberiza pusilla (A)